# Hapsinotus albomaculatus
Hapsinotus albomaculatus là một loài tò vò trong họ Ichneumonidae.